# Corriente de Birkeland

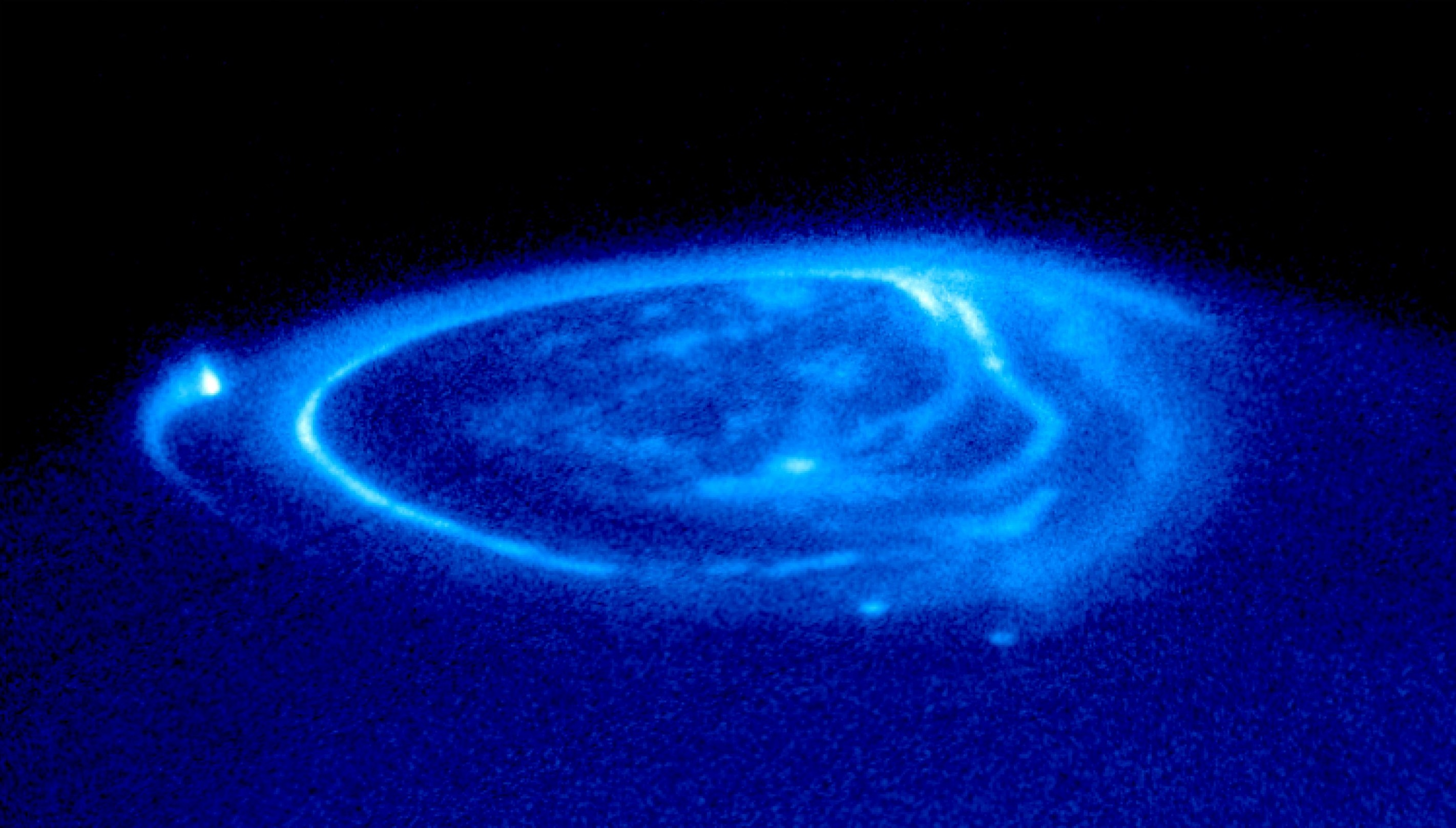
La aurora de Júpiter, alimentada por corrientes jovianas de Birkeland.

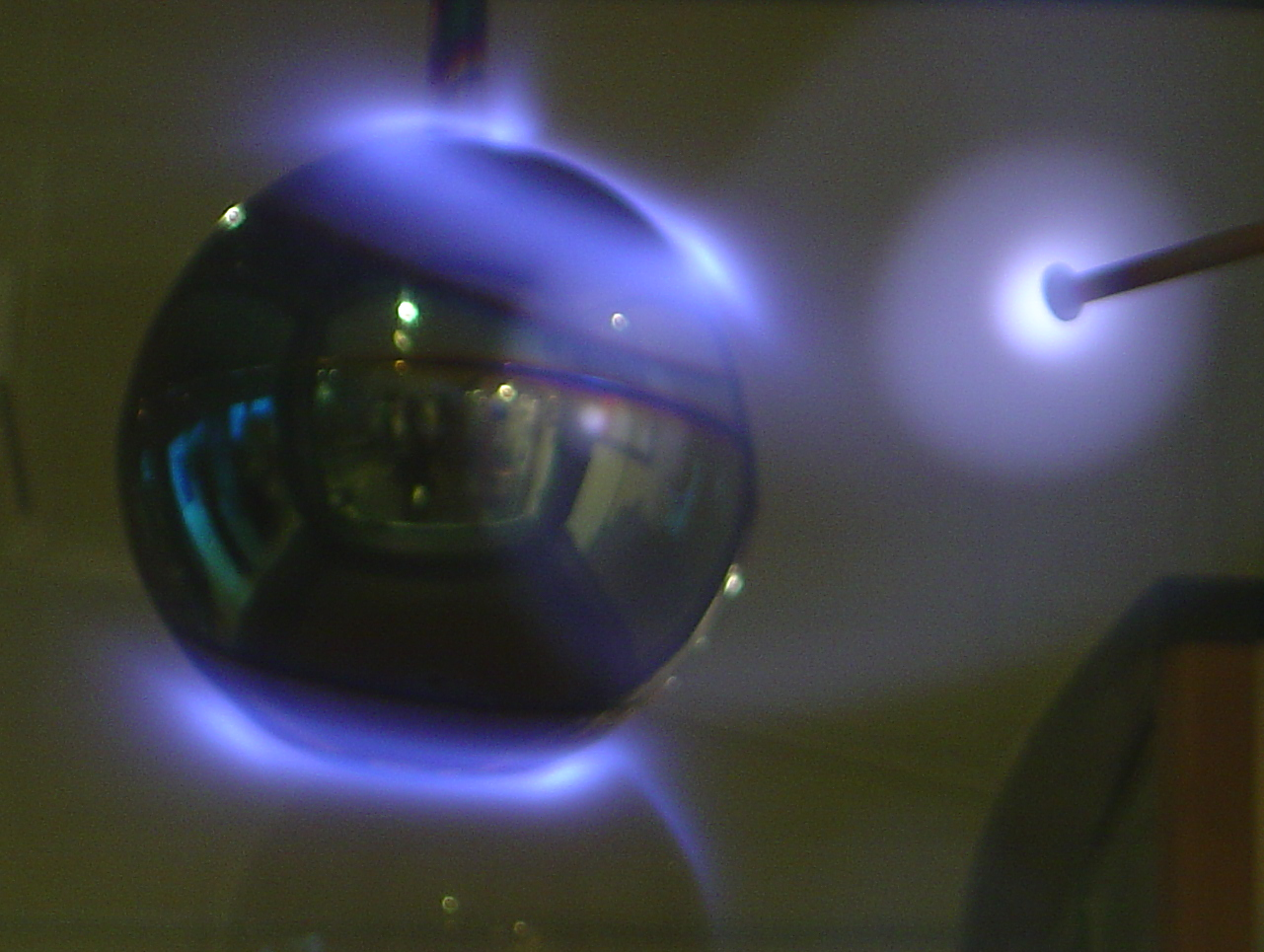
Corrientes de Birkeland generada por científicos en un laboratorio.

Una corriente de Birkeland es una corriente eléctrica en un espacio de plasma, más específicamente a partículas cargadas que se desplazan a lo largo de las líneas de campo magnético (por ello, las corrientes de Birkeland también son llamadas corrientes alineadas con el campo). Las mismas son causadas por el movimiento de plasma en forma perpendicular a un campo magnético. A menudo las corrientes de Birkeland poseen una estructura magnética en filamentos o similar a una "soga retorcida". 
Originalmente las corrientes de Birkeland se referían a corrientes eléctricas que contribuyen a formar la aurora, causadas por la interacción del plasma en el viento solar con la magnetósfera de la Tierra. La corriente circula en dirección este por el lado naciente de la ionosfera terrestre, alrededor de las regiones polares, y hacia el espacio por el lado poniente de la ionosfera. Estas corrientes de Birkeland en épocas modernas son llamadas electrojets de la aurora. Las corrientes fueron predichas en 1903 por el explorador y físico noruego Kristian Birkeland, quien realizó expediciones al círculo ártico para estudiar la aurora.
Carl-Gunne Fälthammar profesor emérito del Laboratorio Alfvén en Suecia, escribió en (1986): «Una razón por la cual las corrientes de Birkeland son especialmente interesantes es que, en el plasma que las transporta, ellas producen varios procesos físicos como ondas, inestabilidades y formación de estructura fina. Estos a su vez producen la aceleración de partículas cargadas, tanto positivas como negativas, y la separación de elementos (tal como la eyección preferencial de iones de oxígeno). Ambas clases de fenómenos poseen una importancia astrofísica que va más allá de la comprensión del espacio inmediato que rodea al planeta Tierra».

## Características

Complejas líneas de campo magnético entrelazadas y corrientes eléctricas de una corriente de Birkeland que se desarrolla en un plasma.

Las corrientes de Birkeland de una aurora pueden alcanzar valores de 1 millón de Amperes. Pueden calentar la alta atmósfera lo que produce un incremento en la fuerza de rozamiento que actúa sobre los satélites artificiales ubicados en órbitas de baja altitud. 
También es posible generar corrientes de Birkeland en el laboratorio mediante generadores de potencia pulsante de muchos teravatios. La sección transversal del patrón así obtenido muestra un haz hueco de electrones, tipo un círculo con vórtices, lo que se denomina la inestabilidad diocotrón (que posee algunas similitudes con la inestabilidad de Kelvin-Helmholtz), y que puede degenerar en un patrón de tipo filamentos. Esto puede ser observado en la aurora y se los llama "bucles de aurora".
Las corrientes de Birkeland son también uno de los tipos de fenómenos de plasma llamados z-pinch, porque los campos magnéticos azimutales producidos por la corriente comprimen la corriente en una estructura tipo un filamento. Esta también se puede retorcer, produciendo un pinch helicoidal en espirales similares a una soga retorcida, lo que por lo general se identifica como una típica corriente de Birkeland. Pares de corrientes de Birkeland paralelas pueden interactuar; corrientes de Birkeland paralelas que se mueven en la misma dirección se atraen con una fuerza electromagnética inversamente proporcional a la distancia que las separa (Notar que en forma similar a la fuerza de gravedad); la fuerza electromagnética entre partículas individuales es inversamente proporcional al cuadrado de la distancia que las separa; corrientes de Birkeland paralelas pero que se mueven en direcciones opuestas se repelen con una fuerza inversamente proporcional a la distancia que las separa. Existe también una componente circular de corto alcance de la fuerza entre dos corrientes de Birkeland que es opuesta a las fuerzas paralelas de mayor alcance.
Los electrones que se desplazan por una corriente de Birkeland pueden ser acelerados mediante un plasma de doble capa. Si los electrones alcanzan velocidades relativistas (próximas a la velocidad de la luz) pueden entonces producir un Bennett pinch, que es un campo magnético en espiral que emite radiación de sincrotrón que incluye longitudes de onda de  radio, ópticas (es decir luz), rayos X, y rayos gamma.

## Corrientes de Birkeland cósmicas
Los físicos especializados en plasma creen que muchas de las estructuras que en el universo presentan filamentos deben su origen a corrientes de Birkeland. Peratt (1992) destaca que «sin importar la escala, el movimiento de partículas cargadas producen campo magnéticos propios que pueden actuar sobre otras aglomeraciones de partículas cargadas. Plasma en movimientos relativos se acoplan mediante corrientes que interaccionan entre sí». (Ver Plasma scaling). Algunos ejemplos son:
| Dimensión  | Corriente | Descripción                                        |
| ---------- | --------- | -------------------------------------------------- |
| 20 × 10³ m |           | Venus Flux ropes                                   |
|            |           | Colas de cometas                                   |
| 10²–105 m  | 106 A     | Aurora terrestre                                   |
| 108 m      | 105–106 A | Eventos de la magnetosfera tipo V invertida        |
| 107–108 m  | 1011 A    | Prominencias solares (spicules, coronal streamers) |
|            |           | Estructuras interestelares: nebulosas varias       |
| 1018 m     |           | Centro galáctico                                   |
| 6 × 1020 m |           | Galaxias de doble radio: lóbulos brillantes        |

Fuente: Peratt (1992).

## Historia
La historia de las corrientes de Birekland parecería estar entremezclada con la política.
Luego que Kristian Birkeland sugirió la existencia de «corrientes que deben su existencia principalmente a un efecto secundario de los corpúsculos eléctricos del Sol emitidos al espacio», (1908), pero sus ideas fueron ignoradas en favor de una teoría alternativa del matemático británico Sydney Chapman.
En 1939, el ingeniero y físico del plasma sueco Hannes Alfvén promovió las ideas de Birkeland en un trabajo publicado sobre la generación de corriente a partir del viento solar. Uno de los colegas de Alfvén, Rolf Boström, también utilizó las corrientes alineadas con el campo en un nuevo modelo de electrojets de aurora (1964).
En 1966, utilizando un magnetómetro satelital, Alfred Zmuda, J.H. Martin, y F. T. Heuring informan sus avances sobre la perturbación magnética en la aurora, aunque omiten mencionar a Alfvén, Birkeland, o las corrientes alineadas con el campo, aún después de haberles sido mencionado por el editor de la sección de física del espacio de la revista, Alex Dressler.